# КК Автодор Саратов
КК Автодор Саратов (рус. БК Автодор Саратов) је руски кошаркашки клуб из Саратова. У сезони 2022/23. такмичи се у ВТБ лиги.

## Историја
Клуб је основан 1960. године. Два пута је освајао прво место у регуларном делу руског првенства (1997, 1998), али је оба пута поражен у плеј-офу од ЦСКА из Москве.
Забележио је и једно учешће у Евролиги у сезони 1998/99. али је заузео последње место у својој групи.

## Познатији играчи
- Владимир Веременко
- Јевгениј Колесников
- Алексеј Котишевски
- Рихардс Куксикс
- Сергеј Моња
- Виктор Хрјапа

## Познатији тренери
- Мирослав Николић
- Невен Спахија